# 兵庫県道95号灘三田線
兵庫県道95号灘三田線（ひょうごけんどう95ごう なださんだせん）は、兵庫県神戸市灘区から三田市を結ぶ県道（主要地方道）である。「六甲有料道路」と「六甲北有料道路」も灘三田線の一部である。

## 概要
神戸市灘区の国道2号から北上して六甲山中腹を六甲山トンネルで貫通し、阪神高速7号北神戸線、山陽自動車道、中国自動車道と接続し三田市に至る。大半の区間は一般有料道路六甲有料道路、六甲北有料道路として供用されている。

### 路線データ
- 起点：神戸市灘区徳井町（徳井交差点、国道2号交点）[1][2]
- 終点：三田市弥生が丘（弥生が丘6丁目交差点）
- 総延長：約25.31km

## 歴史
- 1993年（平成5年）
  - 5月11日 - 建設省から、県道唐櫃灘線・県道三田唐櫃線が灘三田線として主要地方道に指定される[3]。
  - 12月20日 - 兵庫県が路線認定。

## 路線状況

### 有料区間
- 六甲有料道路
- 六甲北有料道路
- 六甲山トンネル

## 地理

### 通過する自治体
- 神戸市（灘区 - 北区）
- 三田市

### 交差する道路

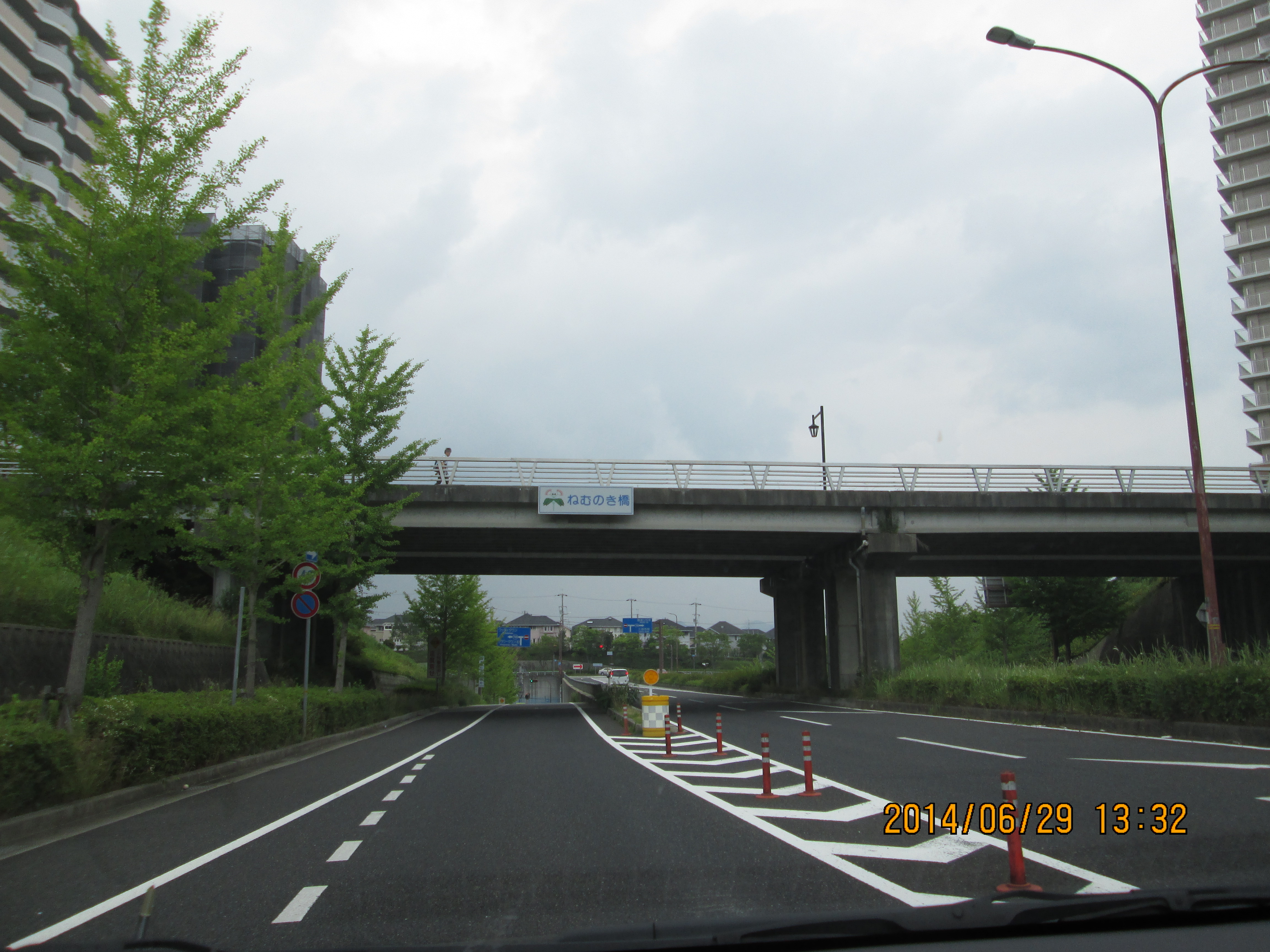
終点付近
三田市弥生が丘6丁目で撮影

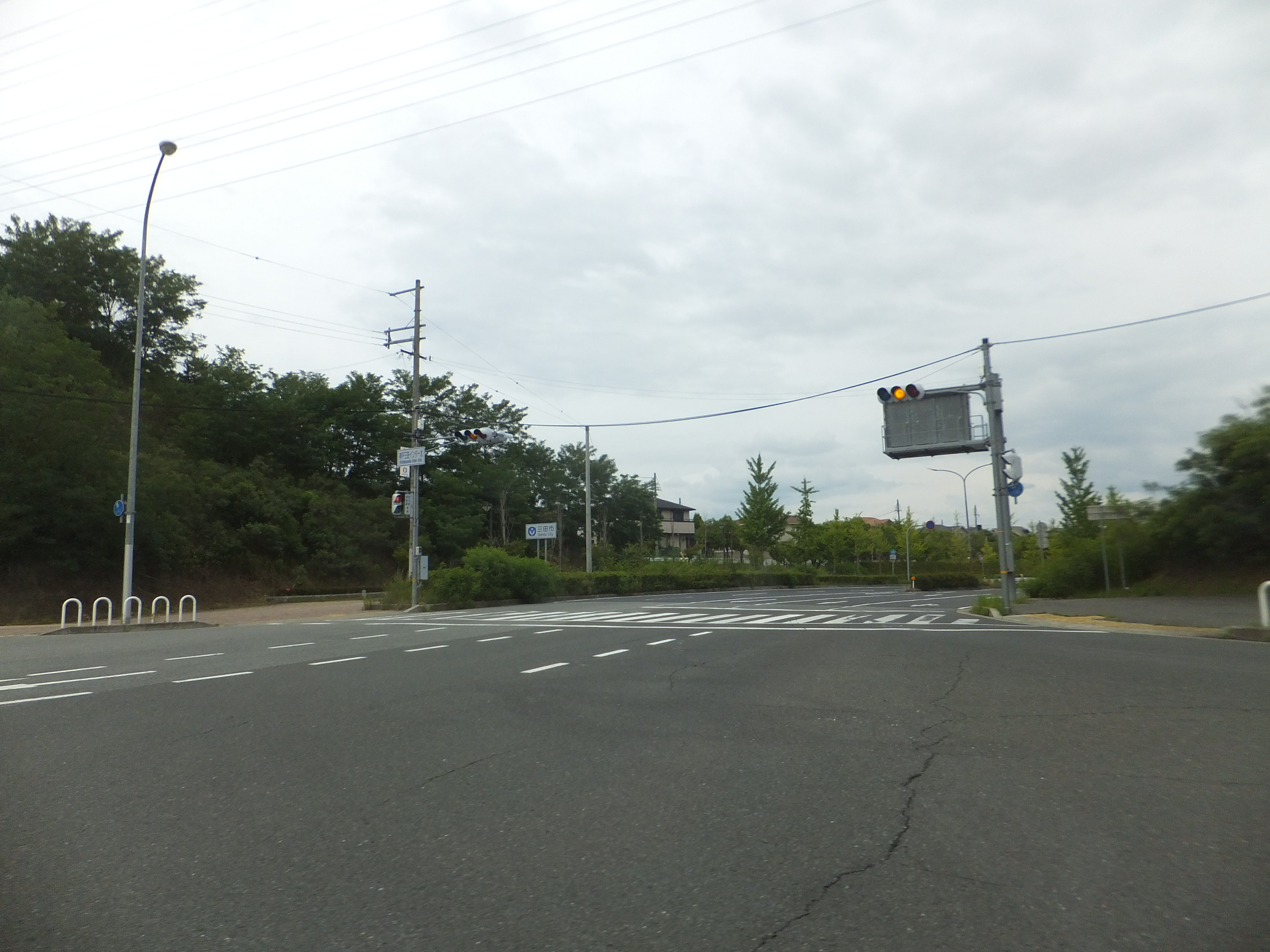
神戸市と三田市との境界付近
神戸市北区長尾町上津で撮影

六甲有料道路・六甲北有料道路区間も含む。有料道路区間はそれぞれの項目を参照。
- 国道2号（国道171号重複）（神戸市灘区徳井町・徳井交差点、起点）
- 山手幹線
- 表六甲ドライブウェイ
- 裏六甲ドライブウェイ
- 阪神高速道路7号北神戸線 からと西出入口
- 阪神高速道路7号北神戸線 からと東出入口
- 兵庫県道15号神戸三田線（神戸市北区有野町唐櫃）
- 兵庫県道82号大沢西宮線（神戸市北区八多町吉尾）
- 兵庫県道73号山田三田線（神戸市北区大沢町上大沢）
- 兵庫県道720号テクノパーク三田線（三田市弥生が丘・弥生が丘6丁目交差点、終点）

### 沿線にある施設など
- 神戸市立フルーツフラワーパーク
- 神戸大学